# Šalanda
Šalanda je obecně místnost sloužící k odpočinku, stravování a ubytování námezdních pracovníků, čeledi ve mlýnech nebo v pivovarech. Zařízena byla několika prkennými lůžky i nad sebou, takzvanými palandami. Obyvatelé šalandy mívali k dispozici sporák s nádobami na vaření a ohřívání jídla, také žlab k mytí nádobí. Uprostřed místnosti stály stoly, kolem skříně na nádobí a šatstvo dělníků.
Šalanda byla využívána různě, například u některých mlýnů zde mleči čekali na semletí obilí, případně byla používána jako dílna. V přeneseném smyslu je šalanda velká, neútulná místnost.